# John P. Krop
John (Joop) P. Krop (* 5. Januar 1924 in Amsterdam; † 9. Juli 2014 in Los Gatos, Kalifornien) war ein US-amerikanischer Psychotherapeut.

## Leben und Lehre
Krop wanderte 1960 in die USA aus. Er bekam Kontakt zu der sich in dieser Zeit in Kalifornien, speziell am Esalen-Institut bei Big Sur entwickelnden Humanistischen Psychologie. Krop arbeitete mit deren Pionieren wie Virginia Satir (Familientherapie), Fritz Perls (Gestalttherapie), Eric Berne (Transaktionsanalyse), Alexander Lowen und Stanley Keleman (Bioenergetik), Al Pesso (Psychomotorik) und Bandler/Grinder (NLP) zusammen.
Ab 1969 bis zu seiner Pensionierung 2000 war Krop Leiter des Center for Human Communication in Los Gatos in Kalifornien, das sich besonders auf die Ausbildung von Psychotherapeuten spezialisiert hatte. Außerdem lehrte er als Dozent an der John F. Kennedy University in Pleasant Hill und an der Universität von Kalifornien. Er beeinflusste die niederländische Therapieszene über Weiterbildungs- und Supervisionsgruppen, die er bei jährlichen Besuchen der Niederlande gab. Dadurch ergaben sich auch Ausstrahlungen nach Deutschland.

### Therapie
Krop entwickelte einen eigenen Therapieansatz, den er ‚Aktionstherapie‘ nannte. Aus seiner Geschichte als Sozialarbeiter in Amsterdam in der Nachkriegszeit (während des Krieges war er Zwangsarbeiter in Deutschland) erklärt sich seine lebenslange Suche nach einer Handlungsmethode, einem mehr agogischen Ansatz in der Psychotherapie. So entwickelte er sich in den USA zum Eklektiker, der aus den verschiedensten therapeutischen Ansätzen die Anteile, die auf einfache Weise das komplizierte menschliche Verhalten verdeutlichten, zusammenfasste. Das Zusammenfügen führte nicht zu einer bloßen Addition verschiedener Elemente, sondern zu einem eigenen Therapiekonzept. Krop stellte drei Basistechniken in den Vordergrund:
1. Das Darstellen mittels des Körpers
2. Die Benutzung von Imaginationen (innere Bilder)
3. Die Benutzung von Objekten (Gegenständen).

Über diese drei „Metaphern“ sollen seine Klienten ihre Anliegen sichtbar machen. Das erspare viele Worte und Erklärungen und brächte einen schnellen, praktischen Zugang zum Wesentlichen. Das anschließende Erarbeiten von Lösungsmöglichkeiten gemeinsam mit dem Klienten konnte so sehr effektiv gestaltet werden.

## Veröffentlichungen
- John P. Krop, The Use of Body Architecture in Couple Therapie, Gestalt Theory, Vol. 3 No. 1/2 (1981). Steinkopff Verlag Darmstadt, ISSN 0170-057X
- (John) Joop Krop, Actietherapie. H. Nellissen/Baarn (1984) ISBN 9024411378
- Action methods in therapy: working with metaphors, John Krop; Verlag Santa Cruz, California, Envision Video Productions, 1996
- Imagery in the Treatment of Trauma mit Jan Taal in Healing Images: The Role of Imagination in Health, ISBN 0-89503-208-2
- Lothar Kuschnik/Arno Paschmann Therapie in Aktion, EHP-Verlag (2013) ISBN 978-3-89797-081-6